# Gemeentehuis van het Bildt
Het gemeentehuis van het Bildt is het voormalige gemeentehuis van de voormalige gemeente het Bildt in de Nederlandse provincie Friesland. Het gebouw staat aan de Van Harenstraat 47 in Sint Annaparochie, gemeente Waadhoeke.

## Inleiding
Het gemeentehuis van Het Bildt stond begin 20e eeuw in Sint-Annaparochie ten zuidoosten van de kruising Stadhoudersweg/Statenweg en Middelweg naast het huis van Willem van Haren, in zijn leven onder andere grietman van Het Bildt. Het landschap werd ter plaatse doorsneden door de Noord-, Zuid- en Oostvaart. In de jaren twintig van de 20e eeuw puilde het archief daar uit en de gemeente was bang voor brandgevaar binnen het archief. In 1926 kocht de gemeente een iets oostelijker gelegen herenhuis aan ten noorden van de Middelweg en over de Oostvaart. Men verzocht de Friese architect Doeke Meintema een verbouwingsplan op te stellen om het herenhuis (rigoureus) om te bouwen tot gemeentehuis. De nieuwbouw werd als het ware om de oudbouw neergezet.

## Geschiedenis
De gemeenteraad keurde het ontwerp van Meintema op 23 februari 1927 goed, waarna er op 31 mei 1927 aanbesteed kon worden. Een eerste steen werd gelegd in de zomer van 1927 en op 14 mei 1928 was het gebouw klaar. Volgens de Leeuwarder Courant van 24 april 1928 paste het destijds goed in de omgeving, omdat het slechts één bouwlaag onder een gebroken kap, afgedekt met Romaansche pannen. Meintema liet nieuw metselwerk plaatsen en breidde tegelijkertijd naar het westen (secretarie met typekamer en brandkast) en oosten (raadszaal) uit; de zuidgevel bleef de ingang. Boven die ingang werd het wapen van Het Bildt aangebracht, uiteraard ook terug te vinden in de voorzittersstoel, beide gemaakt door Willem Valk uit Eelderwolde. Om de ingang te kunnen bereiken moesten twee bruggen geplaatst worden; afwijkend geconstrueerd in beton. Burgemeester Deddo Hesselink opende het gebouw op 24 april 1928. Het oude gemeentehuis was al op 12 april 1928 verlaten. Meintema ontwierp overigens ook het nieuwe meubilair. In de hal van het gebouw zou nog een gedenksteen geplaatst zijn met de tekst:
De eerste steen van dit gemeentehuis is gelegd op den 26en juli 1927, D. Hesselink, burgemeester; E.C. Slim, wethouder; P.Wesseling, wethouder, W. Brouwer, secretaris; D. Meintema, architect.
 Het gebouw bleef een van Meintema’s bekendste gebouwen binnen zijn oeuvre, aldus zijn in memoriam in 1935. In de loop der tijden werd het gebouw ondanks protesten steeds verder uitgebouwd ten koste van de achterliggende tuin van Jan Jacob Schipper, die overigens pas in 1937 werd aangelegd.
In het gebouw bevinden zich vier oorlogsmonumenten.
Na de gemeentelijke herindeling in 2018 kreeg het gemeentehuis een nieuwe bestemming. Gezondheidscentrum 't Raadhuis is er sindsdien gevestigd. Het gemeentehuis werd van binnen verbouwd. De raadszaal werd de apotheek van de huisartsenpraktijk.
De gemeente Waadhoeke kreeg haar raadhuis aan de Harlingerweg, Franeker.

## Afbeeldingen

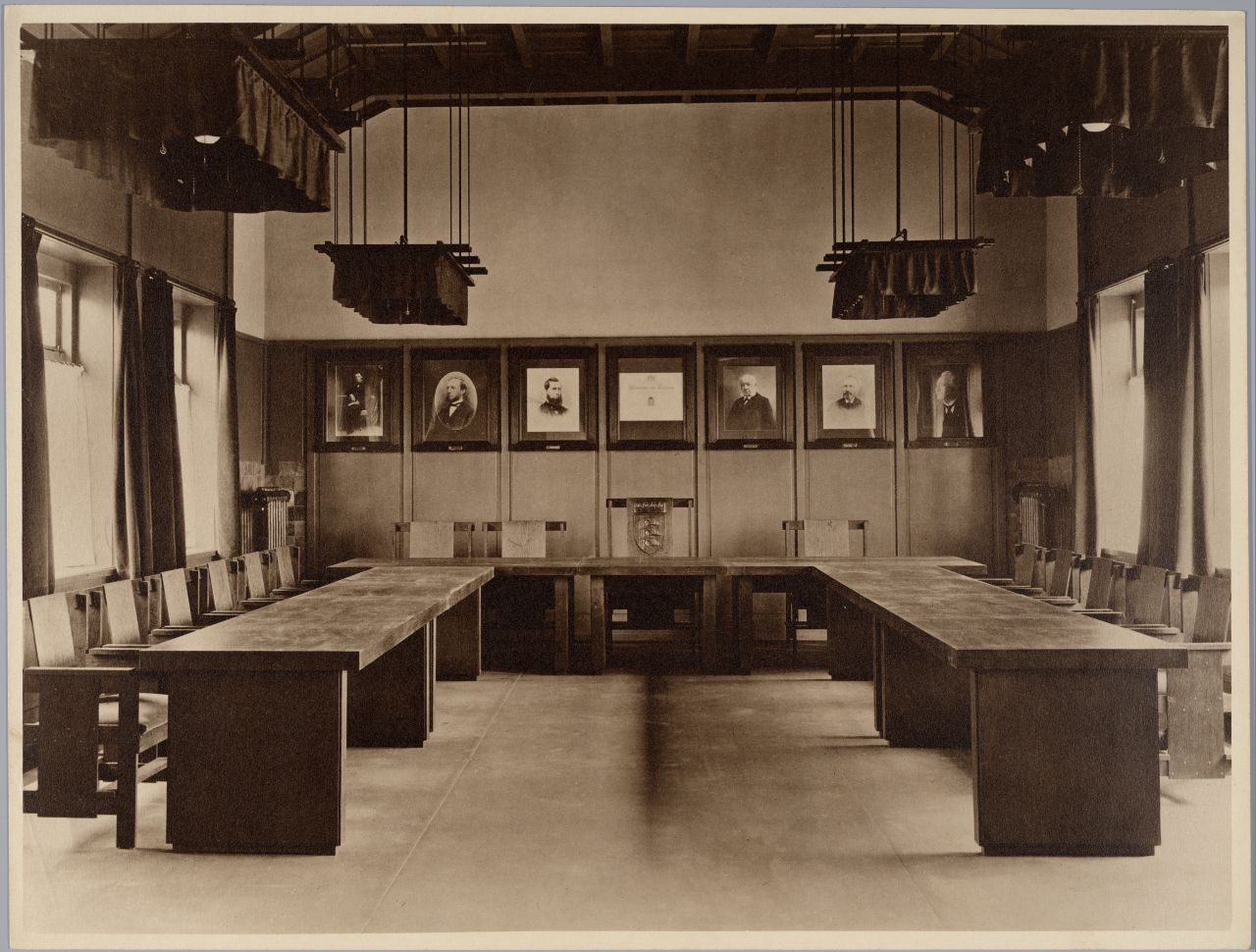
Oude interieur
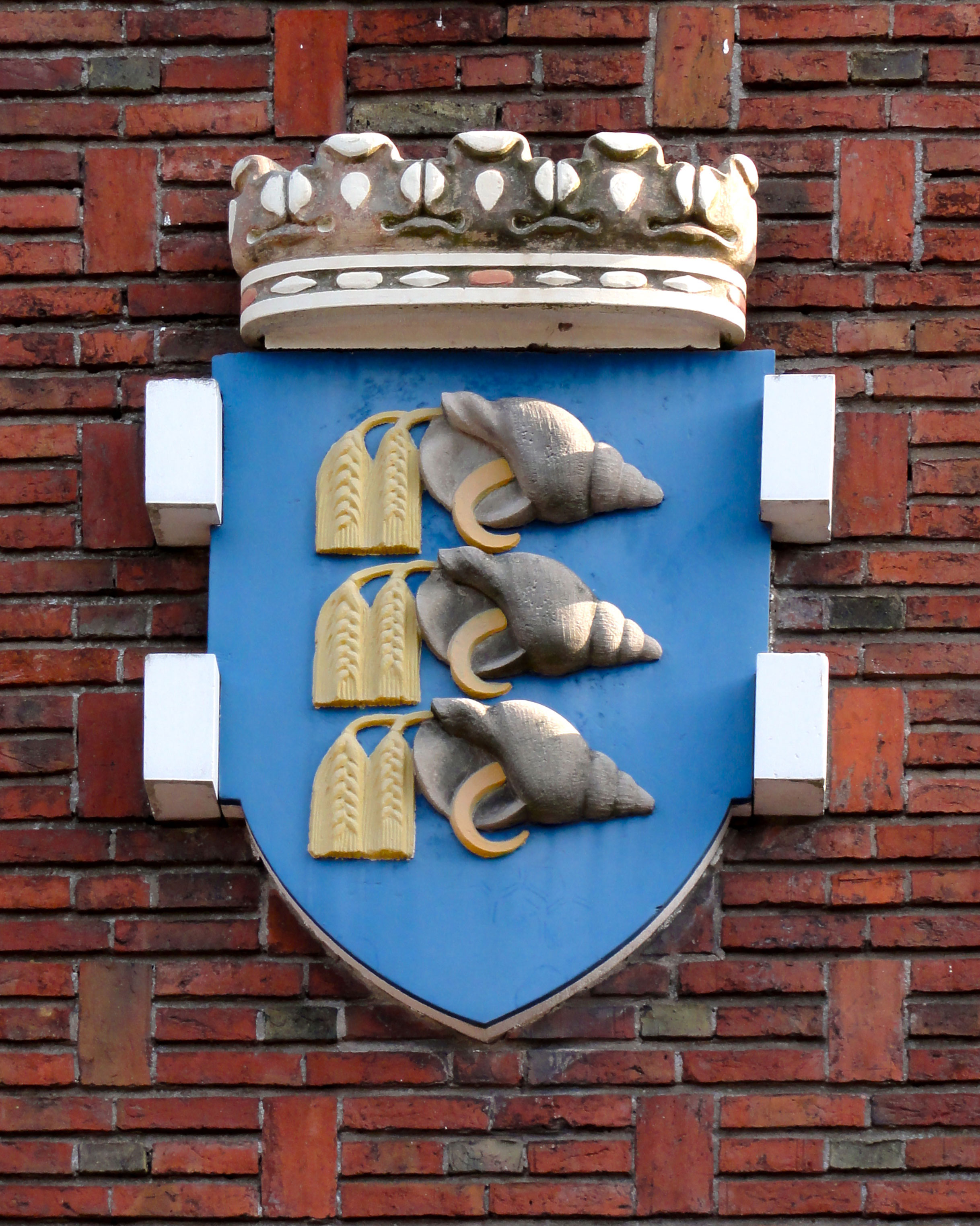
Wapen van Het Bildt